# Poliamidă
Poliamidele sunt polimeri formați din mai mulți monomeri de amide, unite prin legături peptidice într-o reacție de policondensare. 
Aceste legături se pot forma pe cale naturală, ca în cazul proteinelor, lânii sau a mătăsii, sau se pot fabrica prin procesul de polimerizare ca de exemplu în cazul nailonului.
Poliamidele sunt utilizate în industria textilă, industria auto, chirurgia moderna, la fabricarea covoarelor sau a echipamentelor sportive datorită durabilității și rezistenței lor foarte mari.

## Clasificare
- Poliamide alifatice
- Poliamide semi-aromatice
- Poliamide aromatice

După starea lor cristalină, poliamidele pot fi:
- semi-cristaline
- amorfe